# Смирнов, Лев Никандрович
Лев Ника́ндрович Смирно́в (30 мая 1928, Кострома — 27 ноября 2001, Москва) — российский лингвист, специалист по словакистике и истории славянских литературных языков, долгое время был ведущим научным сотрудником Института Славяноведения РАН, возглавлял Центр по изучению славянских литературных языков. Доктор филологических наук (1972). Сферой научной деятельности Л. Н. Смирнова были вопросы истории формирования словацкого литературного языка, изучение его грамматического строя, исследование различных аспектов функционирования славянских литературных языков и т. д. Л. Н. Смирнов — автор около 200 научных и учебно-методических работ, участник многих международных научных форумов славистов.

## Биография
Л. Н. Смирнов родился в 1928 году в Костроме. После окончания школы учился в МГУ на славянском отделении филологического факультета по специальности «словацкий язык». После окончания учёбы в университете в 1955 году стал сотрудником Института Славяноведения РАН. В 1958 году окончил аспирантуру МГУ.
В 1962 году Л. Н. Смирнов защитил кандидатскую диссертацию по теме «Значение и употребление форм прошедшего времени в современном словацком литературном языке». В 1972 году защитил докторскую диссертацию («Глагольное видообразование в современном словацком литературном языке») в Институте языкознания имени Людовита Штура Словацкой академии наук в Братиславе.
В течение семнадцати лет (с 1977 по 1994 годы) Л. Н. Смирнов возглавлял Сектор славянского языкознания, сменив на этом посту С. Б. Бернштейна, а в последние годы жизни стал руководителем Центра по изучению славянских литературных языков.
Помимо научных исследований Л. Н. Смирнов занимался также педагогической деятельностью: работал с аспирантами (под его руководством прошли аспирантскую подготовку ряд начинающих учёных, часть из которых защитили кандидатские диссертации и ведут самостояительную научную работу), читал лекции, руководил спецсеминарами, курсовыми и дипломными работами на славянском отделении филологического факультета и факультете иностранных языков МГУ (курс основ славяноведения). Л. Н. Смирнов читал спецкурсы во Львовском университете и Самарской гуманитарной академии.
Кроме того, Л. Н. Смирнов долгое время был членом редколлегии и заместителем главного редактора журнала «Советское славяноведение», членом редколлегии издания «Славянское и балканское языкознание». Он был ответственным редактором или же членом редколлегии ряда коллективных монографий и сборников статей. Также Л. Н. Смирнов входил в состав международной комиссии по социолингвистике при Международном комитете славистов.

## Научная деятельность
Основной сферой научных исследований Л. Н. Смирнова был словацкий язык, его работы посвящены различным вопросам словацкого языкознания: истории формирования и развития словацкого литературного языка, изучению его грамматического строя, словообразования и лексики. Помимо этого, его исследования касались проблем сравнительно-исторического и сопоставительного исследования грамматики и лексики, теории, истории и социолингвистических аспектов функционирования славянских литературных языков, славянской лексикографии, теории художественного перевода, истории славяноведения, а также русско-словацких научных и культурных связей.
Л. Н. Смирнов является автором статьи «Словацкий язык», написанной им для издания «Славянские языки» (2005) из серии «Языки мира».

Он опубликовал ряд исследований, посвящённых словацкой грамматике, прежде всего категориям вида и времени словацкого глагола. Эта тема, в частности, отражена в его диссертациях на соискание учёных степеней кандидата и доктора филологических наук («Значение и употребление форм прошедшего времени в современном словацком литературном языке», 1962; «Глагольное видообразование в современном словацком литературном языке», 1972).
Проблематике истории словацкого литературного языка Л. Н. Смирнов посвятил такое обзорное исследование, как «Формирование словацкого литературного языка в эпоху национального возрождения (1780—1848)», вошедшее в издание «Национальное возрождение и формирование славянских литературных языков» (1978). В рамках изучения истории словацкого литературного языка предметом исследования Л. Н. Смирнова были роль деятелей словацкого национального возрождения (А. Бернолака, Л. Штура, Я. Коллара, М. М. Годжи, М. Гатталы и других) в формировании литературного языка словаков («У истоков словацкого литературного языка (обзор новейшей литературы о языковой деятельности А. Бернолака)», 1965; «О роли Антона Бернолака в истории словацкого литературного языка», 1969; «О роли реформы М. М. Годжи — М. Гатталы в истории словацкого литературного языка», 1979; «О штуровской концепции литературного словацкого языка», 1991; «Вклад Людовита Штура в формирование литературного словацкого языка», 1992; «Ян Коллар и формирование литературного словацкого языка», 1993); вопросы исторической лексикологии («О словообразовательной вариативности отвлеченных существительных в литературном словацком языке на начальном этапе его развития», 1883; «Словообразовательные типы Nomina abstracta attributivitatis в литературном словацком языке эпохи возрождения», 1992; «О роли иностранных слов („европеизмов“) в развитии лексики штуровского литературного языка», 1995; «Заметки по словацкой исторической лексикологии», 1998); вопросы времени появления словацкого литературного языка («К дискуссии о „начале“ истории литературного словацкого языка», 2000) и т. д. При рассмотрении аспектов истории словацкого языка Л. Н. Смирнов старался учитывать все возможные лингвистические и экстралингвистические факторы.

С проблематикой истории словацкого литературного языка непосредственно связаны такие вопросы, привлекавшие внимание Л. Н. Смирнова, как значимость переводов Библии в развитии литературно-языковых норм (под руководством Л. Н. Смирнова был подготовлен коллективный труд «Роль переводов Библии в становлении и развитии славянских литературных языков» (2002), в него вошёл написанный им раздел «История переводов Библии на словацкий язык»), вопросы историографии (Л. Н. Смирнов принимал участие в коллективной работе «Исследования отечественных славистов XIX века по вопросу формирования национальных литературных языков западных и южных славян») и т. д.
На протяжении ряда лет Л. Н. Смирнов был редактором-рецензентом изданного в Словакии «Большого словацко-русского словаря» (Vel’ky slovensko-ruský slovník) в шести томах (1971—1995).
Кроме того, Л. Н. Смирнов уделял внимание такому аспекту словакистики, как становление словацкой нации в период национального возрождения славянских народов. Его авторству принадлежат разделы в таких в изданиях, как «Формирование наций в Центральной и Юго-Восточной Европе. Исторический и историко-культурный аспекты» (1981), «Развитие этнического самосознания славянских народов в эпоху зрелого феодализма» (1989) и других. Так же, как и «Национальное возрождение и формирование славянских литературных языков», эти работы были созданы в рамках проводившегося в 1970—1980-х годах в Институте славяноведения и балканистики комплексного научного проекта «Формирование наций в Центральной и Юго-Восточной Европе в период перехода от феодализма к капитализму».
Помимо словакистики в сферу интересов Л. Н. Смирнова входили общеславянские теоретические и сравнительно-типологические проблемы. В числе таких исследований — работы по проблемам славянской аспектологии, теории и истории славянских литературных языков, социолингвистики, по вопросам интернационализации и демократизации литературного языка, функционирования заимствований, теории и практики художественного перевода и т. п.
Л. Н. Смирнов был участником различных международных научных форумов, посвящённых славистике: он принимал участие в семи съездах славистов, в разного рода конференциях и симпозиумах в Словакии, Польше, Болгарии. Темами его докладов были: роль А. Бернолака в истории словацкого литературного языка;
теория художественного перевода;
роль культурных интердиалектов в процессе формирования славянских литературных языков;
сопоставительная славянская аспектология;
социолингвистический анализ современных славянских литературных языков;
синхронно-сопоставительное изучение способов глагольного действия в славянских языках;
место литературного идиома в национальном языке,
основа болгарского литературного языка;
сопоставительная лексикология в современной чехословацкой лингвистике;
история славянских литературных языков эпохи национального возрождения;
особенности кодификации норм словацкого литературного языка;
значение славянских библейских переводов и т. д.

## Награды
Л. Н. Смирнов награждён «Золотой почётной медалью имени Людовита Штура» Словацкой академии наук и «Серебряной медалью имени Йозефа Добровского» Чехословацкой академии наук.

## Статьи и книги

### 1950-е — 1960-е годы
1. Смирнов Л. Н. К вопросу о страдательных конструкциях в словацком литературном языке // Ученые записки Института славяноведения / С. Б. Бернштейн. — М.: Изд-во АН СССР, 1956. — Т. XIII. — С. 240—253. — 286 с.
2. Смирнов Л. Н. Соотносительное употребление форм прошедшего времени в словацком литературном языке // Ученые записки Института славяноведения / С. Б. Бернштейн. — М.: Изд-во АН СССР, 1960. — Т. XIX. — С. 70—100. — 288 с.
3. Смирнов Л. Н. Значение и употребление форм прошедшего времени в современном словацком литературном языке (автореферат диссертации на соискание учёной степени кандидата филологических наук). — М.: Изд-во АН СССР, 1962. — 22 с.
4. Смирнов Л. Н. Вклад П. Й. Шафарика в славянское языкознание (К 100-летию со дня смерти) // Краткие сообщения Института славяноведения. Вып. 38 / В. Д. Королюк. — М.: Изд-во АН СССР, 1963. — С. 55—67. — 103 с.
5. Смирнов Л. Н. У истоков словацкого литературного языка (обзор новейшей литературы о языковой деятельности А. Бернолака) // Краткие сообщения Института славяноведения. Вып. 43: История славянских литературных языков / Отв. ред. В. Д. Королюк. — М.: «Наука», 1965. — С. 85—94. — 104 с.
6. Смирнов Л. Н. Антон Бернолак // Славянское источниковедение. — М., 1965. — С. 138—145.
7. Смирнов Л. Н. Конференция по истории славянских литературных языков донационального периода // Советское славяноведение : журнал  / главный редактор И. И. Костюшко. — М.: «Наука», 1969. — № 6. — С. 112—115.
8. Смирнов Л. Н. Двувидовые глаголы в современном словацком литературном языке // Slavica Slovaca : журнал. — Bratislava, 1969. — № 1.
9. Смирнов Л. Н. О роли Антона Бернолака в истории словацкого литературного языка // Вопросы языкознания : журнал  / главный редактор В. В. Виноградов. — М.: «Наука», 1969. — № 6. — С. 103—113.
10. Смирнов Л. Н. Глагольное видообразование в современном словацком литературном языке / Отв. ред. А. Г. Широкова. — М.: «Наука», 1970. — 216 с.

### 1970-е годы
1. Смирнов Л. Н. Рец. на кн.: K. Habovštiaková. Bernolákovo jazykovedné dielo // Советское славяноведение : журнал  / главный редактор И. И. Костюшко. — М.: «Наука», 1971. — № 5. — С. 98—100.
2. Смирнов Л. Н. Об одной особенности функционирования глаголов совершенного вида в словацком языке (сравнительно с русским) // Исследования по славянскому языкознанию: Сборник в честь шестидесятилетия профессора С. Б. Бернштейна / Н. И. Толстой, Е. В. Чешко. — М.: «Наука», 1971. — С. 236—241. — 500 с.
3. Смирнов Л. Н. О префиксально-суффиксальном способе образования отыменных глаголов в словацком языке // Jazykovedné študi. — Bratislava, 1976. — Т. 12.
4. Смирнов Л. Н. Вопрос о словацком литературном языке на разных этапах национального возрождения // Формирование национальных культур в странах Центральной и Юго-Восточной Европы. — М., 1977. — С. 193—203.
5. Смирнов Л. Н. Формирование словацкого литературного языка в эпоху национального возрождения (1780—1848) // Национальное возрождение и формирование славянских литературных языков / С. Б. Бернштейн (отв. ред.), Л. Н. Смирнов, Г. К. Венедиктов. — М.: «Наука», 1978. — С. 86—157. — 354 с.
6. Смирнов Л. Н. О роли реформы М. М. Годжи — М. Гатталы в истории словацкого литературного языка // Славянское и балканское языкознание. Вып. 5: История литературных языков и письменность / Е. И. Демина. — М.: «Наука», 1979. — С. 232—245. — 284 с.
7. Венедиктов Г. К., Смирнов Л. Н. Формирование национальных литературных языков зарубежных славян // Комплексные проблемы истории и культуры народов Центральной и Юго-Восточной Европы. — М.: «Наука», 1979. — С. 119—128.

### 1980-е годы
1. Смирнов Л. Н. 1. О языковом аспекте формирования наций. 2. Отражение в литературно-языковой сфере борьбы за консолидацию словацкой нации (середина XIX в.) // Формирование наций в Центральной и Юго-Восточной Европе. Исторический и историко-культурный аспекты  / И. С. Миллер, В. И. Фрейдзон. — М.: «Наука», 1981. — С. 95—101, 197—211.
2. Смирнов Л. Н. О словообразовательной вариативности отвлеченных существительных в литературном словацком языке на начальном этапе его развития // Славянское и балканское языкознание. Вып. 8: Проблемы лексикологии / Л. Н. Смирнов. — М.: «Наука», 1983. — С. 38—54. — 256 с.
3. Смирнов Л. Н. Рец. на кн.: Журавлёв В. К. Внешние и внутренние факторы языковой эволюции // Вопросы языкознания : журнал  / главный редактор Г. В. Степанов. — М.: «Наука», 1984. — № 6. — С. 148—151.
4. Смирнов Л. Н., Стрекалова З. Н. К сопоставительному изучению гибридных словосложений в современных славянских литературных языках // Сопоставительное изучение словообразования славянских языков / Г. П. Нещименко. — М.: «Наука», 1987. — С. 192—198. — 272 с.
5. Смирнов Л. Н. Опыт характеристики тенденций демократизации и интернационализации в современных славянских литературных языках // Функционирование славянских литературных языков в социалистическом обществе / Отв. ред. Л. Н. Смирнов. — М.: «Наука», 1988. — С. 6—41. — 288 с. — ISBN 5-02-010904-5.
6. Смирнов Л. Н. О начальном этапе формирования литературного словацкого языка // Slavica Tartuensia : журнал  / А. Д. Дуличенко. — Тарту: Tartu Riiklik Ülikool, 1988. — № 2. — С. 59—68.
7. Смирнов Л. Н. Этническое самосознание словаков в свете лингвистических данных // Развитие этнического самосознания славянских народов в эпоху зрелого феодализма / Отв. ред.: Г. Г. Литаврин, Вяч. Вс. Иванов. — М.: «Наука», 1989. — С. 245—255. — 352 с. — ISBN 5-02-009928-7.
8. Смирнов Л. Н. О некоторых проблемах сопоставительной славянской аспектологии // Проблемы сопоставительной грамматики славянских языков / Л. Н. Смирнов (отв. ред.),  Т. Н. Молошная, М. А. Осипова. — М.: Институт славяноведения и балканистики  АН СССР, 1990. — С. 49—68. — 194 с.
9. Смирнов Л. Н. Институты языкознания. Институт славяноведения и балканистики АН СССР // Лингвистический энциклопедический словарь / Главный редактор В. Н. Ярцева. — М.: Советская энциклопедия, 1990. — 685 с. — ISBN 5-85270-031-2.

### 1990-е годы
1. Смирнов Л. Н. О штуровской концепции литературного словацкого языка // Studia Slavica: Языкознание. Литературоведение. История. История науки: К 80-летию Самуила Борисовича Бернштейна. — М.: Институт славяноведения и балканистики РАН, «Наука», 1991. — С. 221—228. — 374 с. — ISBN 5-201-00703-1.
2. Смирнов Л. Н. Словообразовательные типы Nomina abstracta attributivitatis в литературном словацком языке эпохи возрождения // Исследования по словацкому языку / Составитель и ответственный редактор Л. Н. Смирнов. — М.: Институт славяноведения и балканистики РАН, 1992. — С. 34—80. — 254 с. — ISBN 5-201-00741-4.
3. Смирнов Л. Н. 1. К 175-летию со дня рождения Людовита Штура. 2. Вклад Людовита Штура в формирование литературного словацкого языка // Людовит Штур и его время (К 175-летию со дня рождения) / Л. Н. Смирнов (отв. ред.). — М.: Институт славяноведения и балканистики РАН, 1992. — С. 3—4, 42—59. — 120 с. — ISBN 5-201-00728-7.
4. Смирнов Л. Н. О первом переводе Библии на словацкий литературный язык // Philologia slavica: К 70-летию академика Н. И. Толстого / Отв. ред.: В. Н. Топоров. — М.: «Наука», 1993. — С. 401—409. — 428 с. — ISBN 5-02-011542-8.
5. Смирнов Л. Н. Ян Коллар и формирование литературного словацкого языка // Ян Коллар – поэт, патриот, гуманист. К 200-летию со дня рождения / С. В. Никольский (отв. ред.), Л. Н. Смирнов, Н. В. Шведова. — М.: Институт славяноведения и балканистики РАН, 1993. — С. 25—41. — 148 с. — ISBN 5-201-00768-6.
6. Смирнов Л. Н. О роли переводов Библии в становлении и развитии литературных славянских языков эпохи национального возрождения // Переводы Библии и их значение в развитии духовной культуры славян. — СПб., 1994. — С. 147—152.
7. Смирнов Л. Н. О роли иностранных слов («европеизмов») в развитии лексики штуровского литературного языка // Slavica Slovaca : журнал. — Bratislava, 1995. — № 2. — ISSN 1336-2364.
8. Смирнов Л. Н. О роли П.-Й. Шафарика в развитии славянского языкознания // Павел Йозеф Шафарик (К 200-летию со дня рождения) / Отв. ред. Л. Н. Смирнов. — М., 1995. — 131 с.
9. Смирнов Л. Н. К истории изучения словацких диалектов в дореволюционной России // Исследования по славянской диалектологии : журнал  / Г. П. Клепикова. — М.: «Индрик», 1995. — Вып. 4: Dialectologia Slavica. Сборник к 85-летию С. Б. Бернштейна. — С. 311—317. — ISBN 5-85759-028-0.
10. Смирнов Л. Н. Исследования в области славянского языкознания // Институт славяноведения и балканистики. 50 лет / М. А. Робинсон. — М.: «Индрик», 1996. — С. 194—216. — 270 с. — ISBN 5-85759-044-2.
11. Смирнов Л. Н. 1. Введение. 2. Отражение процесса интернационализации в лексико-словообразовательной системе современного словацкого литературного языка. 3. Заключение // Тенденция интернационализации в современных славянских литературных языках / Отв. ред. Л. Н. Смирнов. — М.: Институт славяноведения и балканистики РАН, 1997. — С. 3—26, 27—57, 230—233. — 259 с. — ISBN 5-7576-0038-1.
12. Смирнов Л. Н. Мартин Гаттала (1821—1903) // Славяноведение : журнал  / главный редактор Ю. С. Новопашин. — М.: «Наука», 1997. — № 1. — С. 121—124. — ISSN 0132-1366.
13. Смирнов Л. Н. Из истории словацкого литературного языка // Славяноведение : журнал  / главный редактор Ю. С. Новопашин. — М.: «Наука», 1998. — № 3. — С. 23—29. — ISSN 0132-1366.
14. Смирнов Л. Н. К юбилею словацкого диалектолога // Исследования по славянской диалектологии : журнал  / Г. П. Клепикова. — М.: Институт славяноведения РАН, 1998. — Вып. 5: Актуальные проблемы славянской лингвогеографии. — С. 354—357. — ISBN 5-7576-0070-5.
15. Смирнов Л. Н. Заметки по словацкой исторической лексикологии // Слово и культура. Памяти Никиты Ильича Толстого. — М.: «Индрик», 1998. — Т. I. — С. 264—271. — 448 с. — ISBN 5-85759-073-6.
16. Смирнов Л. Н. Об изучении истории литературных славянских языков эпохи национального возрождения // Славянские литературные языки эпохи национального возрождения. — М.: Институт славяноведения РАН, 1998. — С. 22—39.
17. Смирнов Л. Н. О месте «Словаря» Антона Бернолака в истории словацкой лексикографии // Славистический сборник. В честь 70-летия профессора П. А. Дмитриева. — СПб., 1998. — С. 201—208.
18. Смирнов Л. Н. Йозеф Шкультеты (25.XI.1853—19.I.1948) // Славяноведение : журнал  / главный редактор Ю. С. Новопашин. — М.: «Наука», 1998. — № 5. — С. 81—84. — ISSN 0132-1366.
19. Смирнов Л. Н. Из наблюдений над лексикой литературного словацкого языка штуровского периода // Славянское и балканское языкознание. Вып. 13: Проблемы лексикологии и семантики. Слово в контексте культуры / Г. К. Венедиктов. — М.: «Индрик», 1999. — С. 137—160. — 270 с. — ISBN 0-85759-093-0.
20. Смирнов Л. Н. Традиционное и новое в опытах кодификации норм литературного словацкого языка периода его становления // Проблемы славянской диахронической социолингвистики: Динамика литературно-языковой нормы / Е. И. Демина (отв. ред.). — М.: Институт славяноведения РАН, 1999. — С. 68—105. — 315 с. — ISBN 5-7576-0088-8.
21. Смирнов Л. Н. О переводах пушкинской прозы на словацкий язык // А. С. Пушкин и мир славянской культуры (К 200-летию со дня рождения поэта) / Л. Н. Будагова. — М.: Институт славяноведения РАН, 2000. — С. 34—43. — 280 с.
22. Смирнов Л. Н. Заметки по словацкой исторической лексикологии. 2 // Folia Slavistica. Рале Михайловне Цейтлин / А. Ф. Журавлев (отв. ред.). — М.: Институт славяноведения РАН, 2000. — С. 109—114. — 159 с. — ISBN 5-7576-0106-X.
23. Смирнов Л. Н. К дискуссии о «начале» истории литературного словацкого языка // Slavica Slovaca : журнал. — Bratislava, 2000. — № 2. — С. 141—149. — ISSN 1336-2364.

### 2000-е годы
1. Смирнов Л. Н. Словацкий литературный язык эпохи национального возрождения / Г. К. Венедиктов. — М.: Институт славяноведения РАН, 2001. — 204 с. — ISBN 5-7576-0122-1.
2. Смирнов Л. Н. История переводов Библии на словацкий язык // Роль переводов Библии в становлении и развитии славянских литературных языков / Л. Н. Смирнов (отв. ред.), Г. К. Венедиктов, В. С. Ефимова. — М.: Институт славяноведения РАН, 2002. — С. 96—120. — 289 с. — ISBN 5-7576-0129-9.
3. Смирнов Л. Н. Западнославянские языки. Словацкий язык // Языки мира. Славянские языки. — М.: Academia, 2005. — С. 274—309. — 656 с. — ISBN 5-87444-216-2.